# Inouella umbrosa
Inouella umbrosa är en fjärilsart som beskrevs av John Henry Leech 1898. Inouella umbrosa ingår i släktet Inouella och familjen tandspinnare. Inga underarter finns listade i Catalogue of Life.